# Radio Londra
Radio Londra era l'insieme dei programmi radiofonici trasmessi, a partire dal 27 settembre 1938, dalla BBC e indirizzati alle popolazioni europee continentali.
Le trasmissioni in lingua italiana della BBC iniziarono con la crisi di Monaco. Con lo scoppio delle ostilità, nel 1939, Radio Londra aumentò le trasmissioni in italiano fino ad arrivare a 4 ore e 15 minuti nel 1943.
La fortuna delle trasmissioni di Radio Londra derivò dal fatto che il Ministro della Guerra britannico Leslie Hore-Belisha del governo di Neville Chamberlain, anziché gestire in proprio le trasmissioni di propaganda, le aveva affidate ad un ente autonomo, la BBC, già allora fiera della propria indipendenza dal potere politico.
La redazione di Radio Londra diventò famosa per la sua tempestività nel trasmettere informazioni nel mondo, con il suo tipico stile inglese, diretto e pragmatico. Nel Servizio Italiano si impone la carismatica figura del Colonnello Harold Stevens – il famoso "Colonnello Buonasera" – che, grazie ai suoi commenti pacati e ragionevoli, trasmetteva un senso di serenità e speranza nel futuro. Stevens era stato addetto militare a Roma, il suo italiano aveva l'accento britannico, misto a una rassicurante inflessione napoletana.
Altra figura carismatica si rivelò Candidus (pseudonimo di John Marus), che, con la sua dialettica contrastava la propaganda nazi-fascista. Per Radio Londra lavorò dal 1940 anche Thomas Mann, che registrava i suoi messaggi nell'esilio in California. Il ruolo in guerra di Radio Londra divenne cruciale nello spedire messaggi in codice, redatti dagli Alti comandi alleati e destinati alle unità della resistenza italiana.
Le trasmissioni in italiano di Radio Londra erano aperte dalle prime note della 5ª Sinfonia di Beethoven (molto probabilmente perché codificavano - scandite secondo l'alfabeto Morse - la lettera "V", iniziale di "Victory", sempre ripetuto da W. Churchill).
La BBC continuò a trasmettere in italiano L'Ora di Londra ogni sera fino al 31 dicembre 1981, quando il programma fu chiuso nonostante le proteste di numerosi ascoltatori.
Le ultime trasmissioni andavano in onda dalle 22:00 alle 23:00 (23:00-24:00 quando vigeva in Italia l'ora legale) sulle onde medie di m 251 (1196 kHz) e nei campi d'onda corta di m 31 (9,915 MHz), m 49 (5,99 MHz) e m 75 (3,975 MHz). Pare che almeno centomila italiani avessero conservato l'abitudine di ascoltare la BBC fino ad allora.

## Un discorso del Colonnello Buonasera
Due mesi di arresto e mille lire di multa con la condizionale: è questo il prezzo, per ogni cittadino italiano incensurato, dell'abbonamento alle trasmissioni di Radio Londra, oltre al canone annuale dell'EIAR e all'eventuale confisca dell'apparecchio, se questo è di proprietà del nostro ascoltatore. Il prezzo è caro, ne conveniamo, ma non siamo noi a trarne profitto; e, d'altronde, il numero crescente dei nostri ascoltatori dimostra quanto siano vaste le categorie di italiani che affrontano questo rischio per ascoltarci.

Non vi è esortazione della stampa o delle autorità fasciste, non vi è minaccia di pene, non vi è sanzione effettiva che possa circoscrivere o fermare questo continuo allargarsi della massa di nostri ascoltatori in Italia. Nel Nord e nel Mezzogiorno, nel centro e nelle isole, nelle città e nelle campagne, in montagna o sul mare, non vi è un centro abitato nel quale la voce di Radio Londra non sia ascoltata; furtivamente eppure con intensa attenzione, colla emozione di fare ciò che è proibito e di preservare qualche cosa di caro.

In ogni grande casamento cittadino, a una data ora del giorno o della sera, vi è almeno una radio il cui altoparlante parla sommesso come un sussurro. È l'ora di Radio Londra: e il capo-fabbricato non deve sapere, per quanto, forse, sia occupato ad ascoltare anche lui.

Si mandano i bambini a letto; perché non parlino l'indomani a scuola e qualcuno faccia la spia al maestro, e il maestro faccia la spia al fiduciario rionale. Se una visita batte alla porta, la radio viene spenta di colpo. Si spengono i lumi a volte; come se l'oscurità dovesse attutire il suono; si ascolta alla cuffia; si adoperano antenne portatili orientandole in modo da favorire la ricezione ed eliminare le rumorose interferenze delle stazioni fasciste; e quando si può ascoltare perfettamente il segnale è come un trionfo.

Lo stesso avviene nei piccoli centri rurali dove il radioamatore, coraggioso e ammirato, è, magari, uno solo; e tutti sanno chi è; e nessuno lo dice; e tutti attendono da lui notizie: le vere notizie, i ragionamenti politici, i veri ragionamenti. Forse è l'albergatore, forse il farmacista, forse il dottore; comunque, una persona fiera di compiere un atto di coraggio e d'intelligenza che lo distingue dal gregge di coloro che non osano e coi quali, nel giorno delle celebrazioni, egli è costretto a confondersi indossando la stessa uniforme nera e lo stesso berretto alla tedesca. Il maresciallo dei carabinieri lo sa; ma sorride sornione, pensando che forse non è lontano il giorno in cui questi isolati detteranno legge.

Questo fenomeno generale e profondo inquieta il regime fascista, perché forse è l'unica forma di protesta possibile contro il regime. Protesta muta, anche se non sorda; spontanea, anche se inorganica; concorde, anche se sgorga da sentimenti diversi e contrastanti; vasta, anche se composta da elementi individuali; e progressivamente sempre più vasta, più concorde, più spontanea.

Non è merito nostro, di noi che lavoriamo giorno e notte qui a Londra per informare il pubblico italiano di quanto avviene nel nostro paese e nel mondo: noi cerchiamo soltanto di avvicinarci alla realtà dei fatti, e di ragionare con sincerità e buon senso. Ma sappiamo che l'Italia ha sete di verità e di senso comune; e non è possibile allontanare dall'acqua le labbra degli assetati.

Due mesi di arresto e mille lire di multa sono troppo pochi per questi imputati; e di più sarebbe troppo per i giudici.

Buona sera.»
(H. Stevens, Listener All., "Short Italian News Comment" 269, 22 aprile 1941, 22.40 (Bbcn s.I.b. 5).)